# Bartholomäus Carrichter
Bartholomäus Carrichter est un médecin et un astrologue Suisse, né vers 1510 à Rekingen en Suisse et mort le 2 novembre 1567 à  Vienne.
Il devient, en 1556, médecin de l’empereur Ferdinand Ier du Saint-Empire (1503-1564) et en 1564 de Maximilien II (1527-1576). Carrichter, surnommé Kraeuteldoktor, enseigne la doctrine de Paracelse (1493-1541). Il ne serait, selon un contemporain nommé Jean Crato, qu'un « charlatan sans instruction » dont l'ignorance causa la mort de Ferdinand Ier du Saint-Empire. Il est l’auteur de Practica (qui paraît après sa mort en 1575) et de deux livres mêlant astrologie et médecine et qui seront très souvent réédités : « Kräuterbuch » (1575) et « Von der Heilung zauberischer Schäden » (1608).

## Œuvres
- (de)Der Teutschen Speißkammer, Amberg, 1610 Texte intégral.
- (de) Deutschen Speißkammer, Amberg, 1610.
- (de) Traktat von ihm titulirt Das Buch von der Harmonie, Sympathie und Antipathie der Kräuter , Nürnberg, 1686.
- (de) Neue Stadt- und Land-Apotheck,Franckfurt ; Nürnberg, Endter, 1670.
- (de) Practica auß den fürnemesten Secretis von allerhand Leibes Krankheiten ... , Straßburg, 1575.
- (de) Horn deß Heyls menschlicher Blödigkeit, Grünwald, Kölbl, 1981.